# کانتری ایکرز، تگزاس
کانتری ایکرز (به انگلیسی: Country Acres) یک منطقهٔ مسکونی در ایالات متحده آمریکا است که در تگزاس واقع شده‌است. کانتری ایکرز ۱۸۵ نفر جمعیت دارد.